# 新北市產業總工會
新北市產業總工會，簡稱新北產總，是由新北市製造業、電力及燃氣供應業、運輸及倉儲業、出版、影音製作、傳播及資通訊服務業、電子業、金融及保險業、教育業、服務業、公共部門等超過四十八家工會組成的工會聯合會，原名台北縣產業總工會，2010年12月25日因台北縣升格新北市而更名新北市產業總工會。
解嚴後台灣勞工運動蓬勃發展，1992年8月28日「從基客事件看勞工法令」引發工會幹部談論產業工會聯合的構想，1993年8月2日召開台北縣產業總工會發起籌備工作會議，成立推動籌備工作小組。1993年12月造報名冊向台北縣政府登記，於1994年1月8日獲准。最終於1994年4月11日於台北縣議會二樓召開成立大會，創會理事長為林子文。
新北產總自第八屆起，由新上任之理事長洪清福大力推動開辦每周義務法律諮詢，秘書長王浩也持續協助新北市在地弱勢勞工進行勞資爭議調解爭取應得權益，近年來不斷致力於協助會員工會勞資爭議、推動重要勞工政策，並加入2020工鬥結合全臺灣自主工會運動力量。

## 爭議

### 林口高爾夫球場相關勞資爭議：幸福球場工會（佳福工會）桿娣違法解雇案
2018年1月24日，於勞動部聲援美麗華高爾夫工會罷工時，時任新北市產業總工會第八屆理事長洪清福向美麗華球場桿娣喊話，「大家是在同一條船上，如果場務垮了，桿弟還有工作嗎？」呼籲美麗華全體員工一起支持場務跟工會的抗爭，讓大家的工作都有保障。
2017年下半年，幸福高爾夫球場無預警針對工會會員14名違法解雇，理事長洪清福於2018年4月10日協助發動罷工並進行不當勞動行為裁決勝訴，判定需恢復14名工會會員勞雇關係，行政訴訟業已定讞，惟幸福球場資方持續民事上訴並提告洪清福理事長與佳福工會3名幹部刑法恐嚇、教唆、妨礙自由及毀謗罪。
2018年4月19日幸福球場工會前往總統府陳情，聲援的新北產總理事長洪清福提出3項訴求，包括要求總統府應責成勞動部，立刻表態全體桿弟適用《勞基法》，並針對高爾夫球場發起專案勞檢。同時，針對不接受承攬關係而遭停班的工會成員，總統府應召集幸福集團負責人陳兩傳，與工會協商會員工作權。
2018年6月21日多名工會團體前往總統府抗議要求盡速施行勞動事件法時，新北市產總工會理事長洪清福說，工會幹部被打壓、違法解雇後，沒有工作、沒有勞保，無法領事業救濟金，只好到市政府領少許生活補貼，我們不想跟政府對抗，不想造成社會資源的浪費，若政府不趕快出來處理這些事，將會帶著勞工朋友們一起衝總統府。
2019年12月13日新北產總前往幸福公司總部抗議，「有錢人不要這麼任性！」當幸福球場工會（佳福企業工會）說明著手邊厚厚一疊裁罰、判決、傳票時，新北產總理事長洪清福忍不住對身後幸福集團所在的大樓大罵出來。

### 阿里山森林鐵路工會勞資爭議案
2019年4月16日，阿里山森林鐵路工會前往農委會抗議，工會理事長王裕凱指出，去年經營權由台鐵轉移至林務局後，林務局長林華慶保證員工待遇「不會低於、只會優於台鐵」，但跳票了，有2名員工死亡，卻領不到喪葬補助，工會更發現，連子女教育補助以及三節獎金、退休互助金通通消失，苦嘆「我們真的很可憐！」並強調「我們不貪婪，只是想要拿回原有的福利而已」。
聲援的新北市產業總工會理事長洪清福痛罵，員工不是貪婪是可憐，是要回既有的權利而已，難道林務局不知道薪資結構？現在基層員工遇到很大瓶頸，今天會北上抗議就是忍無可忍，更質疑陳吉仲滿口說要照顧農民，但現在大家是農委會的員工，現在連自己人都照顧不了，如何去照顧農民，高喊沒有能力就建議，沒有真心照顧、監督的「陳主委下台」
同時，他也認為林鐵員工從事這麼辛苦的工作，除了要實施教育訓練外，並且也要調整薪資結構，同時勞動條件必須與工會協商，不能總是跳過工會，儼然是官僚霸凌。

### 其它工會活動
2019年6月7日，鍋貼專賣店八方雲集爆發違法解雇員工之勞資爭議，法院一審判決八方雲集公司敗訴。該名勝訴員工與臺灣汽車貨運暨倉儲業產業工會理事長林志雄、總幹事王浩，聯合於新北市政府召開記者會，新北市產業總工會一同聲援。
2019年6月26日，聲援長榮空服員罷工，新北市產業總工會理事長洪清福說，請長榮務必要好好跟工會協商，高壓集權方式並不好，百分百的兩敗俱傷，長榮會罷工不能把責任歸責勞工，若長榮有好好善待這群勞工，有用誠信原則在溝通跟協商，工會沒有這麼惡霸，做工只有一個期待，賺錢、養家、活口，不該將所有的責任歸責於勞工，老闆需要扛起責任，事出有因，因就是長榮不好好善待同仁，員工絕對是你的資產，不是你的負債。
2019年11月13日，新北市產業總工會出席元晶工會團體協約會議。該會從 6 月開始展開長時間靜坐抗議，7 月底前往總公司前進行抗爭，才獲得公司方願意進行協商的承諾。在新北市產業總工會理事長洪清福出面協調下，雙方逐漸達成共識。

### 勞動政策訴求
1997年底參與「全國產業總工會推動籌備委員會」，促使全國產業總工會2000年5月1日成立，但之後數年退出全國產業總工會。並於2017年起參與2020工鬥。
2019年7月31日，新北市產業總工會理事長洪清福表示，勞基法二修時犯了個很大的錯誤，將是加班時數放寬、鬆綁例假七休一等同意權放給工會或勞資會議，這個做法幾乎害死全台灣勞工，勞資會議多是開假的，許多事業單位又沒有工會，除了下修組工會人數門檻，亦應下修產、職業工會可代表向資方協商的門檻。
2019年12月20日，2020工鬥提出6大問題包含是否願意增加國定假日、設定基本工資調漲至新台幣3萬期程、降低工會籌組門檻至10人或是員工人數二分之一、是否願意立法促進直接僱傭並協助派遣轉正、是否願意廢除移工私人仲介制度及增加勞工退休保障包含保證勞保年金不修惡、增加勞退新制雇主提撥6%至9%，一個要求則是立刻解決國道收費員案。新北市產業總工會理事長洪清福表示，這次大選包含國民黨、民進黨及親民黨都沒有提出比較合理、比較照顧勞工的勞工政策，因此勞團結盟提出6大問題及1大要求，並送至各總統競選總部、立委競選總部，要求候選人對此表態、具體承諾。
2020年1月4日，「2020工鬥」發起遊行活動，新北市產業總工會理事長洪清福砲轟，這次大選沒有任何政黨修先考量勞工議題，各黨不分區立委代表排序在很後面或者根本沒有列入，強調今天勞工若不站出來，所有政黨都不會理睬勞工，勞工要團結，不然政府根本不在乎。其中「六提問」，包含是否願意所有受雇者都增加7天國定假日、基本工資在2024年調漲至3萬元、降低工會籌組門檻至10人或是員工人數1／2、立法促進直接雇傭並協助派遣轉正、廢除移工私人仲介制度及增加勞工退休保障包含保證勞保年金不修惡、勞退新制雇主提撥提高至9％等；「一個要求」則是立刻解決國道收費員案。

## 外部連結
新北市產業總工會Facebook公開社團